# Skrytohlaví
Skrytohlaví (Pleurodira), známí také jako želvy křivohrdlé, jsou jedním ze dvou podřádů želv. Od skrytohrdlých se liší tím, že nemohou zatáhnout hlavu, ukrývají ji jen mezi krunýř buď na levou nebo pravou stranu. Pánev mají pevně srostlou s oběma částmi krunýře.
Mezi skrytohlavé patří tři čeledi, terekovití (Podocnemididae), pelomedúzovití (Pelomedusidae) a matamatovití (Chelidae).

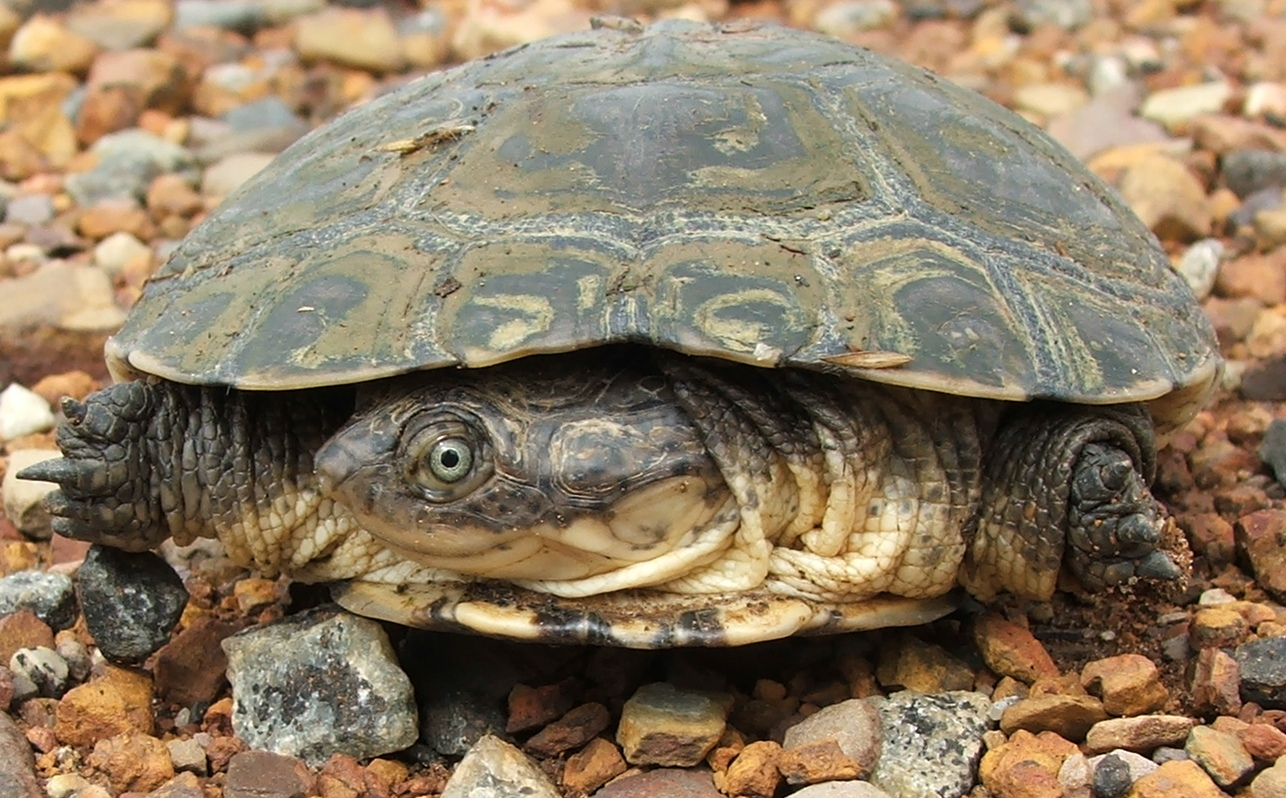
Pelomedúza africká, na snímku je vidět způsob, jakým skrytohlaví ukrývají hlavu

Porovnání se skrytohrdlými